# Sistema renina-angiotensina
El sistema renina-angiotensina (SRA) o el sistema renina-angiotensina-aldosterona (SRAA) és un sistema hormonal que regula la pressió arterial i el balanç hídric.
Quan el volum de sang és baix, els ronyons segreguen renina. La renina estimula la producció d'angiotensina. L'angiotensina fa que els vasos sanguinis es contreguin augmentant la pressió arterial. L'angiotensina també estimula la secreció de l'hormona aldosterona (de l'escorça suprarenal). L'aldosterona fa que els túbuls dels ronyons augmentin la reabsorció de sodi i aigua. Això augmenta el volum de líquid en el cos, el que també augmenta la pressió arterial.
Si el SRAA està massa actiu, augmenta la pressió arterial. Hi ha molts fàrmacs que interrompen en diferents passos aquest sistema per disminuir la pressió arterial:
- Inhibidors de l'enzim conversiu de l'angiotensina (IECA)
- Antagonistes dels receptors d'angiotensina II (ARA-II).
- Inhibidors selectius de la renina.